# Yangtzeplattan

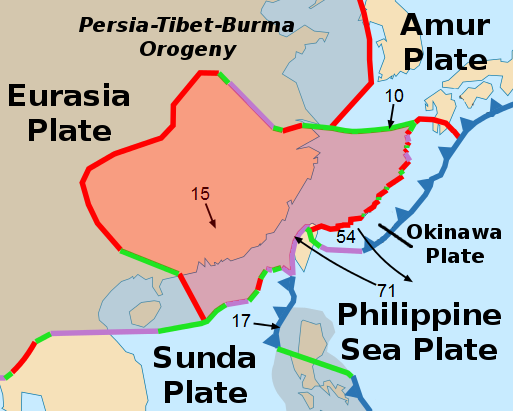
Yangtzeplattan i mitten på bilden, med omgivande plattor.

Yangtzeplattan är en mindre litosfärplatta belägen i sydöstra Kina och som kan betraktas som en del av den eurasiska kontinentalplattan. Den har sitt namn efter floden Yangtze.
Yangtzeplattans enda tydliga avgränsning finns i öster mot Filippinska plattan och Okinawaplattan. I övrigt omges den av den eurasiska kontinentalplattan, vars delplattor Amurplattan och Sundaplattan angränsar i nordost respektive sydost.
Yangtzeplattan bildades för ungefär 750 miljoner år sedan. När den senare, under trias för drygt 200 miljoner år sedan, slogs ihop med dåvarande Nordkinesiska plattan bildades bland annat Sichuanbäckenet, ett låglandsområde i Kinas inland.
Yangtzeplattan är i sig väldigt styv och urskiljer sig gentemot kontinentens angränsande områden främst genom sin låga seismiska aktivitet. Den omges bland annat av veckning som uppstått sedan Indiska plattan började kollidera med den eurasiska plattan för omkring 50 miljoner år sedan, men denna omformning av berget sker huvudsakligen utanför Yangtzeplattans gränser. Plattan rör sig relativt den omgivande eurasiska plattan med cirka 13 mm/år åt sydost.
Processen där mindre styva delar av den eurasiska plattan omformas mellan Yangtzeplattan och den kolliderande indiska plattan, har bland annat skapat bergskedjan Longmen Shan och Longmen Shan-förkastningen i Sichuan, och det var detta som låg bakom den kraftiga jordbävningen i Sichuan 2008.